# فرانسيسكو فينتوسو
فرانسيسكو فينتوسو (بالإسبانية: Fran Ventoso)‏ مواليد 6 مايو 1982 في راينوسا، إسبانيا، هو دراج إسباني في صنف سباق الدراجات على الطريق. شارك في دورة الألعاب الأولمبية الصيفية.

## سجل النتائج

### سباقات أو مراحل فاز بها
- طواف إسبانيا
- طواف إيطاليا

## وصلات خارجية
- الموقع الرسمي

## روابط خارجية
- فرانسيسكو فينتوسو على موقع الاتحاد الدولي للدراجات (الإنجليزية)
- فرانسيسكو فينتوسو على موقع أرشيف الدراجات (الإنجليزية)
- فرانسيسكو فينتوسو على موقع إحصائيات الدراجات الإحترافية (الإنجليزية)
- فرانسيسكو فينتوسو على موقع نسبة الدراجات (الإنجليزية)
- فرانسيسكو فينتوسو على موقع CycleBase (الإنجليزية)
- فرانسيسكو فينتوسو على موقع أوليمبيديا (الإنجليزية)
- فرانسيسكو فينتوسو على موقع AS.com (الإسبانية)